# Kadua affinis
Kadua affinis är en måreväxtart som beskrevs av Adelbert von Chamisso och Diederich Franz Leonhard von Schlechtendal.
Kadua affinis ingår i släktet Kadua och familjen måreväxter. Artens utbredningsområde är Hawaii. Inga underarter finns listade i Catalogue of Life.